# Quake (sorozat)
A Quake egy first-person shooter stílusú videójáték-sorozat, amit az id Software fejleszt. A sorozat első része az azonos című videójáték volt, ami 1996. június 22-én jelent meg eredetileg MS-DOS-ra.

## Játékok

### Fő sorozat
- Quake (1996)
  - Quake Mission Pack 1: Scourge of Armagon (1997)
  - Quake Mission Pack 2: Dissolution of Eternity (1997)
- Quake II (1997)
  - Quake II Mission Pack: The Reckoning (1998)
  - Quake II Mission Pack: Ground Zero (1998)
- Quake III Arena (1999)
  - Quake III: Team Arena (2000)
- Quake 4 (2005)

### Egyebek
- Quake Mobile (2005)
- Enemy Territory: Quake Wars (2007)
- Quake Live (2010)
- Quake Arena DS (TBA)
- Quake Champions (2017)